# Blastobasis citricolella
Blastobasis citricolella é uma espécie de mariposa do gênero Blastobasis pertencente à família Coleophoridae.